# Jean De Backer
Jean De Backer (fl. XX secolo) è stato un pallanuotista belga.

## Carriera
Partecipò alle Olimpiadi di Parigi 1900 nel Brussels Swimming and Water Polo Club, rappresentante del Belgio nel torneo di pallanuoto. La squadra belga vinse prima 2-0 contro i francesi del Pupilles de Neptune de Lille#1, poi travolsero 5-1 un'altra squadra francese, le Libellule de Paris. In finale vennero battuti 7-2 dagli inglesi dell'Osborne Swimming Club #1, piazzandosi sul secondo gradino del podio e conquistando la medaglia d'argento.

## Palmarès
- Argento ai Giochi olimpici di Parigi 1900